# Diosaccus spinceus
Diosaccus spinceus är en kräftdjursart. Diosaccus spinceus ingår i släktet Diosaccus och familjen Diosaccidae. Inga underarter finns listade i Catalogue of Life.